# Alfred Janson
Alfred Janson, född 10 mars 1937 i Oslo, död 19 maj 2019, var en norsk kompositör och musiker. Han fick Lindemanprisen 1988, var festspelskompositör i Bergen 1991, vann Edvard-prisen i "Åpen klasse" 2008 och mottog Gammleng-prisen 2010. Som utövande musiker har blivit mest känd inom jazzen. Han var gift med skådespelaren Grynet Molvig i hennes första äktenskap.

## Diskografi (urval)
Album
- 1967 – Rosemalt Sound (med Alf Cranner)
- 1971 – Till Camilo Torres och revolutionen i Latinamerika – Röster i mänskligt landskap (med Elisabet Hermodsson)
- 1987 – Interlude/Wings for chorus and jazz-ensemble/Cradle Song
- 1988 – Construction and Hymn + Canon for Chamber Orchestra and Magnetic Tape Theme * Prelude * Nocturne
- 1988 – Janson: Miscellaneous Works (med Royal Philharmonic Orchestra)
- 1995 – Orchestral Adventures (med Bjørn Kruse, Jon Øivind Ness & Kjell Flem)
- 2000 – 20th Century Norwegian String Quartets (med Fartein Valen, Klaus Egge & Johan Kvandal)
- 2002 – Selvportrett
- 2007 – Nasjonalsang
- 2009 – En bibelhistorie (med Teodor Janson, Christian Eggen, Oslo Sinfonietta)
- 2014 – Janson: Nocturne – Nørgård: Libra (med Per Nørgård)

Singlar
- 1959 – "Så kom våren till Tarina" (med Nora Brockstedt)

## Filmmusik i urval
- 1975 – Ägget är löst!